# Маеровце
Маеровце (словац. Majerovce) — село и одноимённая община в районе Вранов-над-Топлёу Прешовского края Словакии. В письменных источниках начинает упоминаться с 1363 года.

## География
Село расположено в южной части края, в пределах Восточнословацкой низменности, к западу от реки Ондавы, при автодороге 15. Абсолютная высота — 128 метров над уровнем моря. Площадь муниципалитета составляет 3,54 км².

## Население
| Год:                | 1994 | 2004    | 2014    | 2024    |
| ------------------- | ---- | ------- | ------- | ------- |
| Количество человек: | 455  | 448     | 444     | 436     |
| Разница:            |      | −1,53 % | −0,89 % | −1,80 % |

По данным последней официальной переписи 2011 года, численность населения Маеровце составляла 448 человек.